# Las Guáranas
Las Guáranas é uma cidade da República Dominicana pertencente à província de Duarte. O festival de Nuestra Sra. del Carmen, que é o santo padroeiro da cidade, é realizado de 7 a 17 de julho.
Sua população estimada em 2012 era de 8 819 habitantes.